# 陈东海 (马来西亚)
陈东海（馬來語： 1914年10月31日—1985年11月3日）马来西亚政治家，曾任馬來亞華人公會名誉秘书和联盟第一任名誉秘书长。因参与马来西亚建国谈判而广为人知。马来西亚国父东姑阿都拉曼在之后撰写的回忆录提及其丢弃掉了关于马来西亚华人社群的备忘录，而被政敌民主行动党批评为卖华汉奸。

## 荣誉
- 马来亚联合邦 : 
  -  护国领袖勋章 (JMN) (1958)[3]
- 马来西亚 : 
  -  护国功臣勋章(PMN) - 丹斯里 (1964)[3]